# Džamija Solina

Džamija Solina je džamija u Solini - Novo Naselje.

## Položaj
Nalazi se u katastarskoj općini Solina, nedaleko od rječice Soline.

## Povijest
Sagrađena je 1998. godine na mjestu gdje prije nije bio vjerski objekt.

## Opis
Dimenzija cijelog kompleksa džamije je 24,10 x 16,50 m. Prostor same džamije obuhvaća 10,40 x 10,40 m. Natkriva ju četverovodni krov, pokrov-lim. Kompleks džamije čine džamija, učionica, abdesthana, imamov ured i čajna kuhinja. Minaret je armirano-betonski i visine 18 m. Harem džamije formiran je zajedno s džamijom. Nema elemenata koji bi mogli biti predmetom zaštite.

## Zaštita
Nije upisana u registar spomenika kulture. Bila je pokrenuta peticija da se zgrada proglasi nacionalnim spomenikom Bosne i Hercegovine. Prijedlog/peticiju Povjerenstvu podnio je Centar za islamsku arhitekturu Sarajevo. Povjerenstvo za očuvanje nacionalnih spomenika BiH na sjednici održanoj od 15. do 21. ožujka 2005. godine odbilo je prijedlog.